# Perung
Perung is een bestuurslaag in het regentschap Sumbawa van de provincie West-Nusa Tenggara, Indonesië. Perung telt 2816 inwoners (volkstelling 2010).